# لانگچمپز (بوئنوس آیرس)
لانگچمپز (به اسپانیایی: Longchamps) یک منطقهٔ مسکونی در آرژانتین است که در آلمیرانته براون پارتیدو واقع شده‌است. لانگچمپز ۴۷٬۶۲۲ نفر جمعیت دارد و ۲۵ متر بالاتر از سطح دریا واقع شده‌است.